# 卢卡什·罗汉
卢卡什·罗汉（捷克語：Lukáš Rohan，1995年5月30日—），捷克男子皮划艇运动员。他曾代表捷克参加2020年夏季奥林匹克运动会皮划艇比赛，获得男子单人划艇激流银牌。